# Рыбный Сакрыл
Рыбный Сакрыл (Балыкты Саркыл, Балыкты́-Саркы́л; устар. Рыбной Сакрылъ; каз. Балықты Сарқыл) — озеро в Казталовском районе Западно-Казахстанской области Казахстана.
Расположено на высоте 4,8 м над уровнем моря. Весной площадь акватории достигает 60 км², средняя глубина — 3,2 м. Пополняется в основном водами реки Озек и каналом из реки Малый Узень. Замерзает в ноябре, вскрывается в начале апреля.